# RIB (informationssystem)
MSB RIB är ett informationssystem som tillhandahålls av Myndigheten för samhällsskydd och beredskap (MSB). 
Systemet är till för att underlätta för operativ räddningstjänst vid arbetet på en olycksplats, i det förebyggande arbetet samt vid övning/utbildning. Systemet omfattar databaser och tryckt informationsmaterial med olika beräknings- och simuleringsprogram kring spridning av farliga ämnen i luft och mark, träningsprogram och en stor mängd fulltextdokument och erfarenhetsrapporter från tidigare olyckor. I första versionen av RIB 1985 använde sig till exempel trafikpolisen av databasen för farliga ämnen vid sina kontroller av farligt gods. Sedan 1997 ingår även Windows-programmet "RIB Huvudprogram" med de fyra delarna Bibliotek, Farliga ämnen samt Resurs och Insatsstöd som kan installeras lokalt på abonnenternas datorer. Sedan 2009 finns RIB dessutom tillgängligt online på webbplatsen https://rib.msb.se/ och år 2020 släpptes mobilapplikationen "Farliga ämnen" för såväl iOS som Android. Databasen i mobilappen sparas lokalt på användarnas enheter vilket innebär att informationen är tillgänglig för blåljuspersonal även utan internetuppkoppling. Systemet innefattar även ett lednings- och lägesuppföljningsprogram för stabsarbete, Lupp.